# Diaporthales
Diaporthales Nannf. (1932) é uma ordem de fungos ascomicetas que inclui diversas espécies patogénicas para plantas.

## Descrição
A ordem Diaporthales inclui um conjunto de fungos fitopatogénicos, o mais conhecido dos quais é Cryphonectria parasitica (Murril) Barr, uma praga que ataca o castanheiro e que devastou as florestas do leste da América do Norte. Outras doenças causadas por membros desta ordem incluem o cancro da haste da soja (Diaporthe phaseolorum (Cooke & Ellis) Sacc. e as suas variedades), a lágrima-da-laranjeira (Diaporthe citri FA Wolf) e o cancro do pessegueiro (Phomopsis amygdali Del.).
Algumas espécies produzem metabolitos secundários que resultam em toxicose de animais, como a lupinose das ovelhas (causada por Diaporthe toxica PM Will.). Uma conjunto de fungos fitopatogénicos que se reproduzem assexuadamente também pertencem à ordem Diaporthales, entre os quais Greeneria uvicola (Berk. & Curt.) Punith., causador da podridão amarga da uva, e Discula destructiva Redlin, causadora de uma forma de antracnose que ataca diversas essências florestais. Ambas estas espécies são fungos mitóticos sem qualquer estado sexual (teleomorfo) conhecido.

## Géneros emincertae sedis
Os seguintes géneros de Diaporthales têm um enquadramento taxonómico incerto (estão em incertae sedis). Um sinal de interrogação antes do nome do género indica que há incerteza na sua integração na ordem Diaporthales. São os seguintes os géneros em incertae sedis:
- Anisomycopsis
- Apiosporopsis
- Caudospora
- Chromendothia
- Cryptoleptosphaeria
- Cryptonectriella
- Cryptonectriopsis
- ?Exormatostoma
- Hercospora
- Jobellisia
- Keinstirschia
- Lollipopaia
- Pedumispora
- Pseudocryptosporella
- Pseudothis
- Savulescua
- Schizoparme
- Sphaerognomoniella
- Stioclettia
- ?Trematovalsa
- Vismya